# Paulinho Boracini
Paulo Heitor Boracini, mais conhecido como Paulinho Boracini (Mogi das Cruzes, 26 de dezembro de 1984), é um jogador de basquetebol brasileiro.

## Carreira
Paulinho começou sua carreira no Mogi das Cruzes. Ficou de 2001 até 2005, quando foi para a China. Após passagem pelo basquete chinês, jogou em equipes tradicionais como Esperia, Minas, São José e Pinheiros. Depois foi jogar na Itália, no Aurora Basket Jesi, onde atuou por um ano. Na volta ao Brasil, jogou o NBB 2009/10 pelo Paulistano, obtendo média de 23,3 pontos por jogo. Após sair da equipe paulista, Paulinho jogou a temporada 2010/11 do NBB no Joinville BA. Em seguida retornou ao Pinheiros, onde teve grande destaque. Pela equipe pinheirense foi campeão paulista em 2011, foi eleito o melhor Sexto Homem do NBB 2011/12, ganhou a Liga das Américas 2013 e foi vice-campeão da Copa Intercontinental 2013. Também teve passagem pela Seleção Brasileira. Após quatro anos defendendo o Pinheiros, foi contratado pelo Bauru, onde jogou de 2015 a 2016. Para a temporada 2016-17, acertou o retorno ao Minas.

## Títulos
Corinthians/Mogi
- Vice-campeão do Campeonato Paulista: 2003

Joinville BA
- Campeonato Catarinense: 2010

Pinheiros
- Liga das Américas: 2013
- Campeonato Paulista: 2011
- Vice-campeão da Copa Intercontinental: 2013
- Vice-campeão da Liga Sul-Americana: 2011
- Vice-campeão do Campeonato Paulista: 2012

Bauru
- Vice-campeão da Copa Intercontinental: 2015
- Vice-campeão da Liga das Américas: 2016
- Vice-campeão do Campeonato Brasileiro: 2015-16

Botafogo
- Liga Sul-Americana: 2019
- Vice-campeão do Campeonato Carioca: 2019

## Prêmios e Honras
- Sexto Homem do NBB: 1 vez (2011-12).
- Paticipação no Jogo das Estrelas do NBB: 1 vez (2013).
- Maior pontuador do Campeonato Brasileiro de Clubes CBB: 1 vez (2021).

## Ligações Externas
- LatinBasket.com Profile
- Italian 2nd Division Profile (em italiano)
- Brazilian League Profile (português)